# حرف تعریف
حرفِ تَعریف یا شِناس‌واژه، واژه یا پیشوند یا پسوندی است که با نام‌واژه (اسم) به کار می‌رود تا آن را شناس سازد. در برخی زبان‌ها حرف تعریف افزون بر شناس‌سازی نام‌واژه، شمار آن را نیز نشان می‌دهد.

## شیوه‌های شناس‌سازی در زبان فارسی
به‌وارون زبان‌هایی مانند فرانسوی، انگلیسی، عربی، آلمانی و... که در آن‌ها از پایه، گمان بر ناشناس بودن نام‌واژه‌هاست،‌ در زبان فارسی گمان بر شناس بودن نام‌واژه‌ها است. ازاین‌رو در انگلیسی یا عربی، اگر واژه‌ای را بخواهیم شناس‌سازی کنیم باید از «the» یا «أل»  بهره ببریم. در فارسی این روند واژگونه است. پس، چون همهٔ نا‌م‌واژه‌ها یکسره شناس هستند پس باید برای ناشناس کردن آن‌ها از شناسهٔ نکره بهره برد. فراوان‌ترین این شناسه‌ها در فارسی «ی» نکره است. برای نمونه هنگام دیدن واژهٔ مُرد در جملهٔ: «پیرمرد مُرد» ، ذهن فارسی‌زبان خودبخود به کسی آشکار و شناخته‌شده بازمی‌گردد. بنابراین این واژه بی‌ نیاز از شناسه‌، خودبخود شناخته‌شده یا شناس است. در برگردان این جمله به انگلیسی، می‌بینیم که نهاد باید شناس‌واژه بگیرد: «the oldman died» «پیرمرد مُرد». اکنون برای ناشناس کردن این واژه که نقش نهاد را در جمله دارد می‌باید از شناسه نکره بهره ببریم که می‌تواند همان «ی» نکره ساز باشد. اگر شناسهٔ نکره به همان نهاد افزوده شود جمله با معنایی دگرگون همراه می‌شود: «پیرمردی مُرد». نهاد در این جمله آشکارا ناشناس شده‌است که در برگردان به انگلیسی، می‌شود: «an oldman died». با این همه، در کنار شناسهٔ نکره در فارسی شناس‌واژه‌هایی هم هست که به شکل گسترده‌ برای شناس‌سازی روشمند به کار می‌روند. آن‌ها از قرار زیرند:

### پسوند "ه"
این پسوند در فارسی گفتاری کاربرد فراوانی دارد هرچند به واسطهٔ ادبیات داستانی معاصر رفته‌رفته کاربرد نوشتاری هم پیدا کرده‌است: "پسره رو دیدی"، "کتابه رو خریدم"، "زنه رفت".

### حرف اشارهٔ "آن"
این روش جنبهٔ رسمی‌تر و نوشتاری‌تری دارد: "آنکه آمده بود رفت"، "آن کتاب را خریدی؟" 

### ضمیر "ش" نمایه‌ساز
از این روش برای شناس‌سازی مفعول بهره برده می‌شود و کاربرد آن هم فراوان است: "مردی رو که دیدیش..."، "غذا رو خوردمش"؛ یا در ادبیات:"او را فرود آوریدش تا بیاساید" (تاریخ برامکه)

### حرف "را " بعد از مفعول
در صورتیکه اسمی در نقش مفعول در جمله قرار بگیرد و نشانه نکره مانند حرف  "ی" نداشته باشد، حرف "را " بعد از آن نشان دهنده شناس بودن مفعول است. در جمله  "کتاب خریدم" کتاب معرفه نیست و صرفا اسم جنس است درحالیکه در جمله  "کتاب را خریدم" کتاب معرفه است. 
اگر مفعول نشانه نکره "ی" را داشته باشد نشانه مفعول  "را" تاثیری در حالت شناس یا ناشناس مفعول ندارد و به کار بردن آن اختیاری است. در جمله  "کتابی را خریدم" کتاب نکره است. اگر مفعول نشانه های شناس سازی مانند پسوند  "ه" را داشته باشد نشانه مفعول  "را" اجباری بوده و تاثیری در حالت شناس بودن مفعول ندارد در جمله  "کتابه را خریدم" علامت  "را" قابل حذف نیست.